# Teichfledermaus-Gewässer im Raum Nienburg
Teichfledermaus-Gewässer im Raum Nienburg este o arie protejată (arie specială de conservare — SAC, sit de importanță comunitară — SCI) din Germania întinsă pe o suprafață de 687,09 ha, integral pe uscat.

## Localizare
Centrul sitului Teichfledermaus-Gewässer im Raum Nienburg este situat la coordonatele 52°31′02″N 9°05′57″E / 52.5172°N 9.0992°E.

## Înființare
Situl Teichfledermaus-Gewässer im Raum Nienburg a fost declarat sit de importanță comunitară în ianuarie 2005 pentru a proteja 1 specie de animale. Situl a fost protejat și ca arie specială de conservare în iunie 2018.

## Biodiversitate
Situată în ecoregiunea atlantică, aria protejată conține 5 habitate naturale: Lacuri eutrofice naturale cu vegetație de tip Magnopotamion sau Hydrocharition, Râuri cu maluri nămoloase cu vegetație de Chenopodion rubri p.p. și Bidention p.p., Liziere de ierburi înalte hidrofile de câmpie și de nivel montan până la alpin, Păduri acidofile de stejar bătrân cu Quercus robur pe câmpii nisipoase, Păduri aluvionare cu Alnus glutinosa și Fraxinus excelsior (Alno-Padion, Alnion incanae, Salicion albae).
La baza desemnării sitului se află o specie protejată de  mamifere: liliac de iaz (Myotis dasycneme).